# Meščovskij rajon
Il Meščovskij rajon (in russo Мещовский район?) è un rajon dell'Oblast' di Kaluga, nella Russia europea; il capoluogo è Meščovsk. Istituito nel 1929, ricopre una superficie di 1.238 chilometri quadrati.